# Stadio Alfredo Dell'Oste
Lo stadio Alfredo Dell'Oste di Benevento è un impianto sportivo multifunzione italiano di Benevento.
Fino a giugno 2023 era noto anche come stadio Pacevecchia, dal nome del quartiere cittadino in cui sorge.
Si tratta del terreno interno del Rugby Benevento.

## Storia
Costruito sul finire degli anni 70 è stato inaugurato nel settembre 1982, la prima partita giocata fu Benevento-Parma, gara valevole per il campionato dell'allora Serie A 1982-83.
Sin dalla sua costruzione sul campo Pacevecchia si è sempre e solo giocato rugby, unica eccezione è stata il 5 maggio 2007, quando ha ospitato un quadrangolare di calcio di beneficenza tra Nazionale Italiana Parlamentari, Rappresentativa Amministratori del Sannio, Rappresentativa Giornalisti sportivi, e artisti Campani e Carpisa Napoli.
Nel 2006 è l'impianto ha subito piccole modifiche di adeguamento agli standard di sicurezza e comfort e in occasione delle XXX Universiade a Napoli ha subito altri interventi di recupero e adibito a centro di allenamento per rappresentative di rugby a 7 impegnate nel torneo.
Dal 2009 al 2012 ha ospitato le partite della franchigia sannita di rugby dei Gladiatori Sanniti.

## Capienza e caratteristiche
L'impianto ha una capienza totale di 4000 spettatori ed è dotato di una tribuna coperta sul lato ovest da 2500 posti e di ulteriori 1500 posti scoperti.
Nei locali dello stadio è situata la sede societaria del Benevento che gestisce l'intera struttura.